# Krigsåret 1962

## Pågående krig
- Algerietrevolten (1954-1962)[1]
  - Frankrike på ena sidan
  - FLN på andra sidan

- Kongokrisen (1960-1965)

- Vietnamkriget (1959-1975)[2]
  - Sydvietnam och USA på ena sidan
  - Nordvietnam på andra sidan

- Kinesisk-indiska kriget

## Händelser

### Februari
- 19 - Eld upphör i Självständighetskriget i Algeriet.

### Mars
- 18 - Evianfreden mellan Frankrike och algeriska FLN.

### Oktober
- 14 - USA upptäcker robotbaser på Kuba.

### Fotnoter
1. ↑  ”Chronological List of All Wars”. Arkiverad från originalet den 9 oktober 2014. https://web.archive.org/web/20141009082543/http://www.correlatesofwar.org/COW2%20Data/WarData_NEW/WarList_NEW.pdf. Läst 29 juni 2011.
2. ↑  ”World Statesmen”. http://www.worldstatesmen.org/WARS.html. Läst 28 juni 2011.